# Língua crioula indo-portuguesa de Bengala
A língua crioulo indo-português de Bengala era uma língua crioulo indo-português falado em várias cidades de Bengala, na Índia e Bangladexe: (Calcutá, Balasore, Pipli, Chandernagar, Chatigão, Midnapur, Ugulim, Daca, entre outras). Esta língua foi formada a partir do contato entre a língua portuguesa e várias línguas locais. Na atualidade este crioulo encontra-se totalmente extinto.

## História
A língua portuguesa foi, nos séculos XVII e XVIII, a "língua franca" em Bengala. Em 1811, o português era usado em todas as igrejas cristãs (católicas e protestantes) de Calcutá. No início do século XX, apenas umas poucas famílias falavam uma forma corrompida de português misturadas com muitas palavras da língua inglesa.
Atualmente, nas cidades bengalesas, a reivindicação da "portugalidade" ou da "cristianidade" (frequentemente ligadas) serve de modo evidente na manutenção da coesão das pequenas cidades com antiga ascendência política portuguesa — provavelmente cidades fundadas por descendentes de mercenários asiáticos a serviço de portugueses nos séculos XVI e XVII. Esses bengalis, porém, não se distinguiam em nada de outros indianos pela língua ou pelos ritos religiosos (os cristãos são numerosos em Bengala).

## Dialetos
- Crioulo português de Calcutá
- Crioulo português de Daca
- Crioulo português de Chatigão